# Gilletiella chusqueae
Gilletiella chusqueae är en svampart som först beskrevs av Narcisse Theophile Patouillard, och fick sitt nu gällande namn av Sacc. & P. Syd. 1899. Gilletiella chusqueae ingår i släktet Gilletiella, klassen Dothideomycetes, divisionen sporsäcksvampar och riket svampar.   Inga underarter finns listade i Catalogue of Life.